# 1597
سنة 1597 كانت سنة بسيطة تبدأ يوم الأربعاء (الرابط يظهر نموذج التقويم الكامل للسنة) من التقويم اليولياني.

## أحداث
- تأسيس مدينة جوفكفا وتقع حاليا في أوكرانيا.

## مواليد
- جان فرنسوا راجيس كاهن فرنسي
- جوان ألبرت بان ملحن هولندي
- سولومون ده براي
- شوفالييه باول ملاح فرنسي
- فرانتشيسكو باربريني الأب
- فرانسيس غليسون طبيب بريطاني
- مارتين أوبتز شاعر ألماني

## وفيات
- إدوارد كيلي